# Josep Galceran I de Pinós-Santcliment
Josep Galceran I de Pinós-Santcliment i de Perapertusa (Barcellona, 1617 – Barcellona, 1680) è stato un militare e ambasciatore spagnolo, II signore di Santa María de Barbará ed esponente di rilievo dei Pinós-Santcliment.

## Biografia
Josep era figlio di Francesc de Pinós-Santcliment i de Corbera-Santcliment (figlio del nobile Bernat Galceran de Pinós-Santcliment, I signore di Santa María de Barbará e di sua moglie, Elionor de Corbera-Santcliment), il quale, morendo verso il 1624, non sopravvisse al padre, e di Elisabet de Perapertusa, signora de la quadra de Palau.
Da giovane prese parte alla sollevazione che vi fu in Catalogna nell'ambito della Guerra dei trent'anni e, il 26 gennaio 1641, si distinse nella gloriosa Battaglia di Montjuïc.
Nello stesso mese, pochi giorni prima della battaglia, Pau Claris i Casademunt aveva annunciato, in un primo momento, che la Catalogna si costituiva in repubblica indipendente sotto il protettorato della Francia, e poi, invece, che il nuovo conte di Barcellona sarebbe stato Luigi XIII. Alla fine i catalani dovettero sottomettersi al re di Francia ed ebbe inizio il periodo della dominazione francese in Catalogna. Gli abusi delle autorità francesi costrinsero Josep a partire nel 1643 per Genova in esilio. Nel 1646 accettò di ritornare, ma mantenne un atteggiamento critico e, quando nel 1650 si recò come ambasciatore della Generalitat de Catalunya a Parigi denunciò le irregolarità amministrative dei francesi nel Principato. Qualche anno più tardi era ambasciatore in Portogallo, dove cercò di ottenere aiuto da re Giovanni IV per rompere l'assedio di Barcellona; poco dopo, nel 1651 ritornò a Barcellona e organizzò, pur senza successo, brillanti sortite per romperne l'assedio.
Sempre nell'ambito di questo episodio conclusivo della sollevazione catalana, quando un generale francese, il marchese di Saint-André, colse l'occasione per fuggire con un reggimento di cavalleria verso la Francia , lo inseguì e lo fece imprigionare a Gerona. Poi, a seguito della capitolazione di Barcellona il 13 ottobre del 1652, optò per l'esilio e andò in Francia, ma già nel 1653 fece ritorno in Spagna e si mise al servizio di Filippo IV di Spagna per via del fatto che questi aveva dimostrato, molto più dei francesi, di rispettare le costituzioni catalane. Negli anni successivi difese Gerona dai francesi e fu Governatore di Vic. Nel 1655 fu promosso a generale di artiglieria e conquistò Berga e il suo castello.
Nell'ultimo periodo della sua vita si ritirò dalla politica, prese congedo dall'esercito e, nel 1677, si recò come ambasciatore a Saragozza per portare il saluto della Generalitat de Catalunya a Carlo II d'Asburgo.